# Morellia asetosa
Morellia asetosa är en tvåvingeart som beskrevs av Baranov 1925. Morellia asetosa ingår i släktet Morellia och familjen husflugor. Inga underarter finns listade i Catalogue of Life.